# La Colònia de la Fàbrica
|  | Aquest article tracta sobre el Barri Internacional de Flix. Si cerqueu la colònia que hi ha a Artesa de Segre, vegeu «La Colònia la Fàbrica». |

La Colònia de la Fàbrica o El Barri Internacional és una urbanització creada a la població de Flix l'any 1914, al costat de l'Empresa Electroquímica, on al principi hi vivien famílies dels tècnics, la majoria dels quals eren estrangeres (alemanys, austríacs, suïssos, francesos...) per tal de facilitar-los una habitatge prop de l'empresa on treballaven, popularment anomenada la Fàbrica.
Els principals edificis i habitatges de la colònia foren dissenyats per l'arquitecte Paul Müller, autor entre altres obres, de l'Església Evangèlica i del Col·legi Alemany tots dos de Barcelona.
Amb el temps es van anar construint més cases unifamiliars amb jardí per als tècnics i blocs de pisos per als treballadors, i un conjunt d'equipaments que facilitaria la vida de tota la gent que hi vivia i hi treballava: menjadors per als obrers, edifici destinat a rentadors, un mercat, un economat, una escola, una capella, i fins i tot un Casino, amb jardins, pistes de tennis i bolera, on s'organitzaven balls i festes, a les quals solament hi podien assistir els tècnics. Actualment, encara hi viuen alguns tècnics i molts dels treballadors de l'empresa, avui Ercros.